# 3,4,5-三氯-1,2-苯二酚
3,4,5-三氯-1,2-苯二酚是一种有机化合物，化学式为C6H3Cl3O2。它可由4,5-二氯-1,2-苯二酚在四氢呋喃中和磺酰氯反应生成，分次在苯-己烷中、在苯中重结晶提纯。它在四丁基硫酸氢铵-氢氧化钠存在下于甲苯-水中反应，可以得到6-甲氧基-2,3,4-三氯苯酚和相对较少的3,4,5-三氯-2-甲氧基苯酚。